# E55
La ruta europea E55 és una carretera que forma part de la Xarxa de carreteres europees. Comença a Helsingborg (Suècia) i finalitza a Calamata (Grècia). Té una longitud de 3305 km, una orientació de nord a sud i passa per Suècia, Dinamarca, Alemanya, República Txeca, Àustria, Itàlia i Grècia.